# Gabrielle Smith
Gabrielle Smith (Toronto, 24 de octubre de 1994) es una deportista canadiense que compite en remo.
Ganó una medalla de bronce en el Campeonato Mundial de Remo de 2022, en la prueba de ocho con timonel. Participó en los Juegos Olímpicos de Tokio 2020, ocupando el sexto lugar en la prueba de doble scull.

## Palmarés internacional
| Campeonato Mundial | Campeonato Mundial       | Campeonato Mundial | Campeonato Mundial |
| Año                | Lugar                    | Medalla            | Prueba             |
| ------------------ | ------------------------ | ------------------ | ------------------ |
| 2022               | Račice (República Checa) | Medalla de bronce  | Ocho con timonel   |